# 먹이사슬 (영화)
"먹이사슬"은 2014년에 개봉한 대한민국의 영화이다.

## 캐스팅
- 윤설희 : 인희 역
- 손지완 : 지훈 역
- 김민혁 : 남혁 역
- 엄다혜 : 미애 역
- 류일송 : 봉구 역
- 연지아 : 주연 역
- 주성용 : 진영 역
- 임지형 : 진석 역
- 임도영 : 바텐더 역
- 박선희 : Bar 아가씨 역
- 이재혁 : Bar 단골손님 1 역
- 이정우 : Bar 단골손님 2 역
- 조흥규 : Bar 단골손님 3 역
- 이흥재 : PC방 손님 1 역
- 김경택 : PC방 손님 2 역
- 김미연 : PC방 손님 3 역